# آدم بلاكوود
آدم بلاكوود (بالإنجليزية: Adam Blackwood)‏ هو ممثل بريطاني، ولد في 14 يوليو 1959 في تشيتشستر في المملكة المتحدة.

## وصلات خارجية
- آدم بلاكوود على موقع IMDb (الإنجليزية)
- آدم بلاكوود على موقع قاعدة بيانات الفيلم (الإنجليزية)